# Nieuwenhove Oostkamp
Nieuwenhove is een deel van de gemeente Oostkamp in de provincie West-Vlaanderen. Het toponiem Nieuwenhove beslaat het grondgebied ten zuiden van de hoofdgemeente Oostkamp en wordt ervan gescheiden door de E40. Daarnaast wordt Nieuwenhove begrensd door de Kortrijksestraat in het westen en de Rivierbeek in het zuiden en oosten. De centrale as is de Waterstraat en het verlengde ervan, de Karel de Stoutelaan. 
Nieuwenhove bestaat in hoofdzaak uit een woonwijk. De gelijknamige woonwijk bestaat uit sociale woningbouw, vrijstaande huizen en appartementsgebouwen, aangevuld met enkele sociaal-economische zones. Nieuwenhove telt in het totaal 2740 inwoners. 

## Middeleeuwen en Nieuwe Tijd
Een eerste melding over de plaatsnaam Nieuwenhove wordt teruggevonden in 1332. De oudste archieven van de heerlijkheid Roden-Nieuwenhove dateren van begin 16e eeuw.
Oude kaarten (Grote Kaart van het Brugse Vrije van Pieter Pourbus) en geschriften spreken van de Waterstraat. Op het uiterste zuidelijke punt van het huidige Nieuwenhove, bij de kruising van de Waterstraat en de Rivierbeek lag op de noordelijke oever een hoge concentratie gebouwen en was het wethuis van de heerlijkheid gelegen. Aan het wethuis stond een schandpaal. Er werd in 1996 van deze schandpaal een replica gemaakt en op het Gemeenteplein van Oostkamp geplaatst. De huidige Waterstraat vormt nog steeds de hoofdader van de wijk Nieuwenhove.
Ter hoogte van de Nieuwburgstraat was er vroeger een tweede verbindingsweg naar de heerlijkheid. Dit tracé is in de loop der jaren verdwenen.
Op het meest noordelijke punt van Nieuwenhove, bij de kruising van de Kortrijksestraat en Legendaledreef (huidig adres Kortrijksestraat 149) stond de herberg 'Den Daele' aan een korte kasseistrook. Dit gebouw verwijst naar het oude gelijknamige leengoed, waar de heerlijkheid Buskensambacht (ondergeschikt aan heerlijkheid Het Houtsche) gelegen was. Achteraan de herberg was brouwerij 'D'Hoore' gelegen en werd ingetekend als 'distillerie' op de Vandermaelekaarten (1946-1854). Het gebouw was sinds 2009 vastgesteld bouwkundig erfgoed maar maakte recent plaats voor een tweewoonst. De directe omgeving wordt nog steeds 'Ten/Ter Daele' genoemd.

## Eerste Wereldoorlog
In de Eerste Wereldoorlog werd er op Nieuwenhove een klein vliegveld aangelegd en werden er barakken gebouwd. Hiervoor dienden alle bomen in de directe omgeving gekapt te worden en werden de gronden genivelleerd. De Waterstraat werd afgesloten voor het publiek gedurende de oorlogsjaren. Pas vanaf 1918 kreeg de Waterstraat haar vooroorlogse uitzicht terug. De omliggende bomen werden nooit heraangeplant.

## Bouw van de woonwijk
Na de komst van het Duitse bedrijf Siemens in Oostkamp (1961-2002), werden extra woningen noodzakelijk om werknemers van het bedrijf te kunnen huisvesten.
Met een eerste bijzonder plan van aanleg (BPA) in 1962 besliste men een nieuwe verkaveling aan te leggen, bestaande uit een gemengde opstelling van vrijstaande woningen afgewisseld met sociale woningen en appartementen. In 1984 en later in 1997, werd een nieuw bijzonder plan van aanleg opgemaakt in het kader van de verdere ontwikkeling van de wijk. In de periode van 1969 tot 2001 kwamen er zo 900 woningen bij.

Grote verkeersaders in de wijk
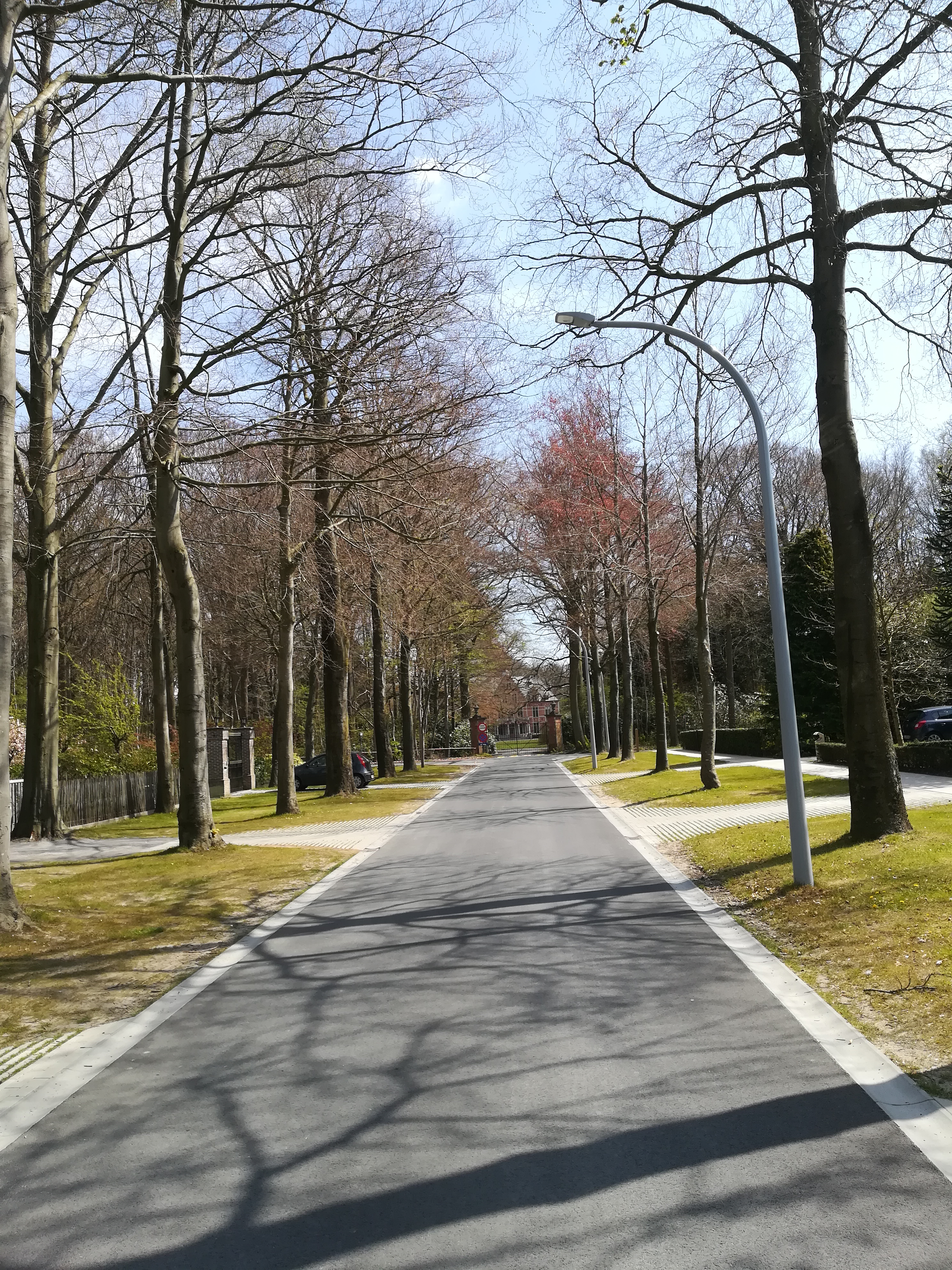
Legendaledreef
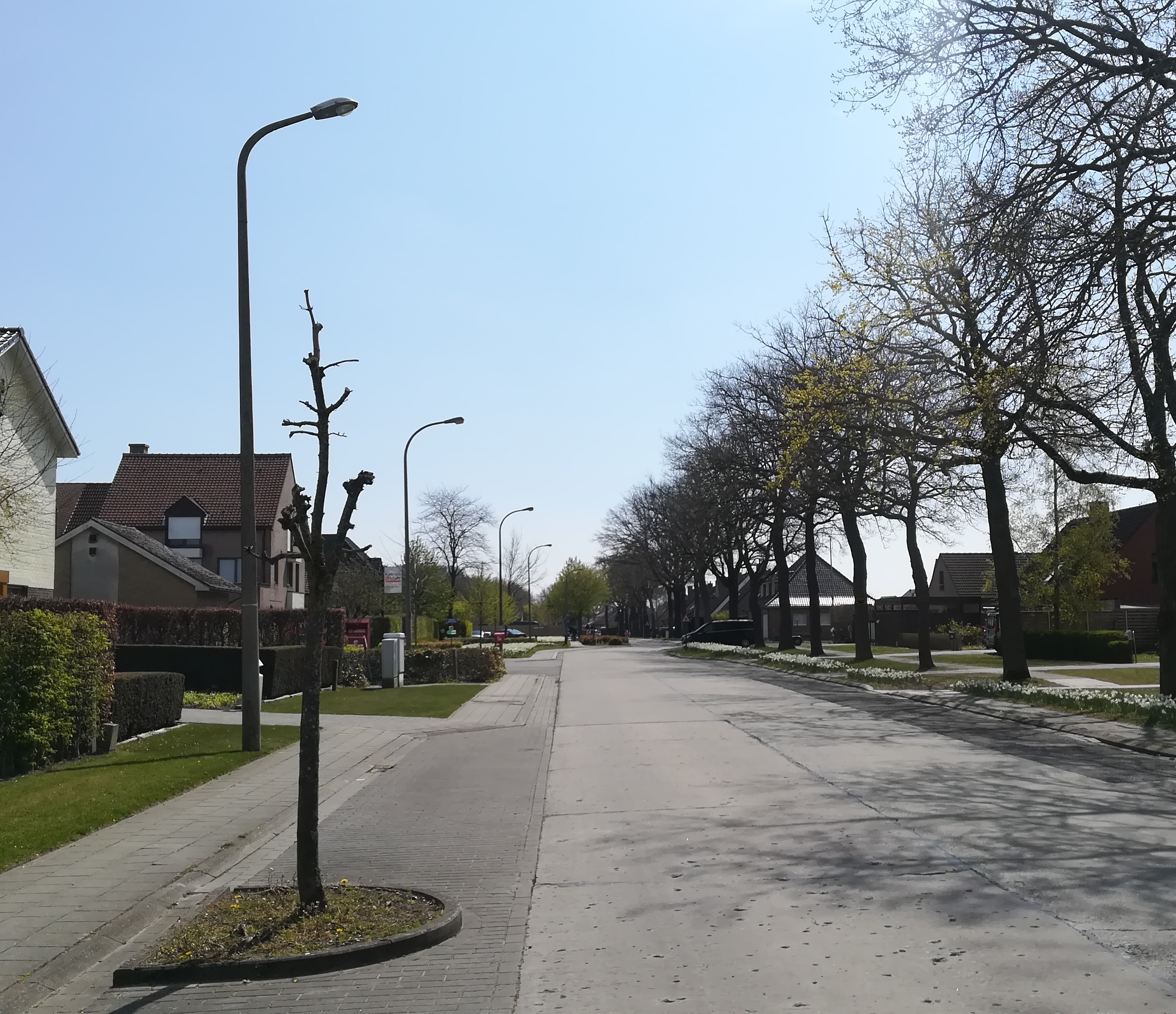
Karel de Stoutelaan
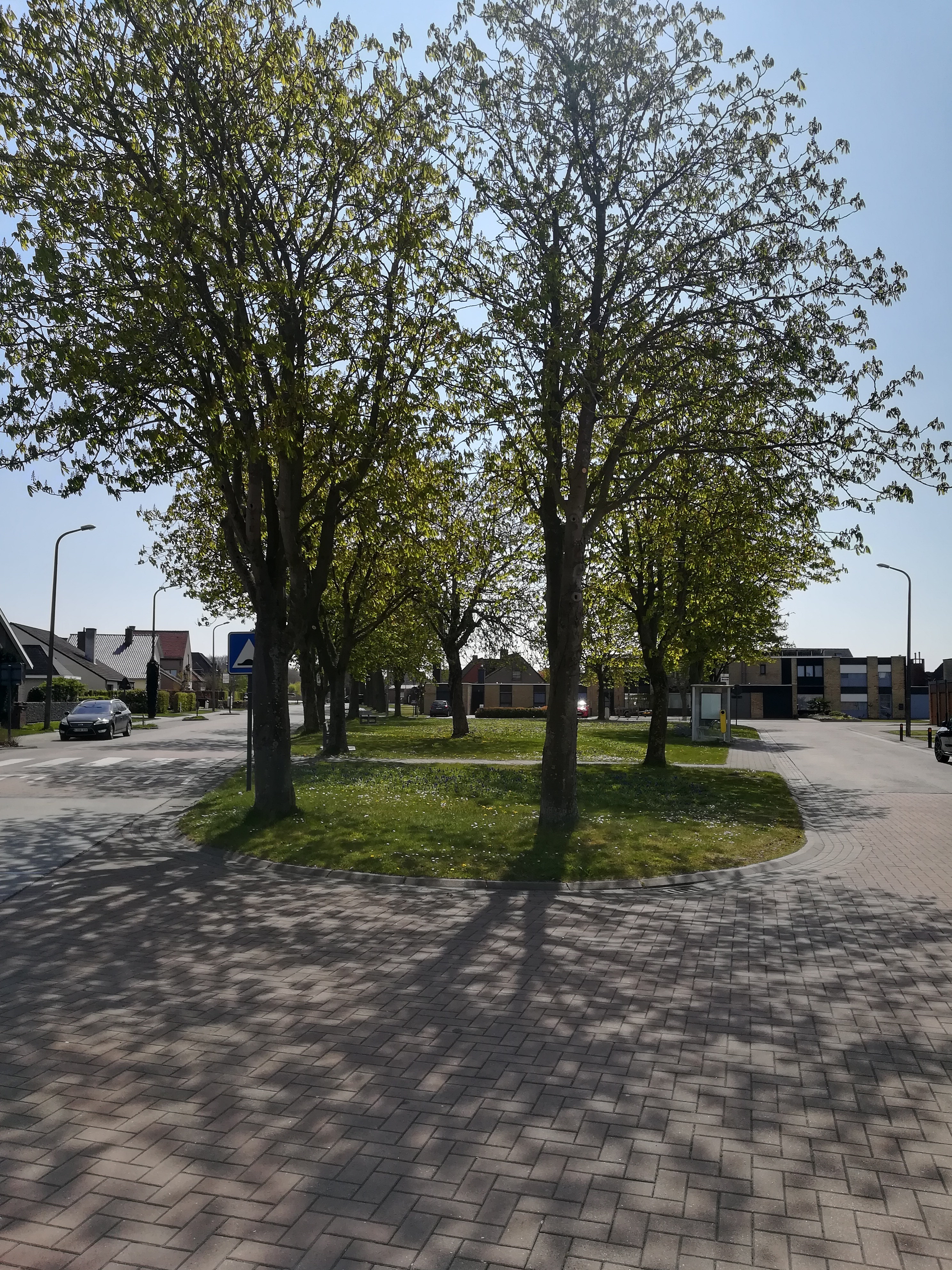
Kardinaal Cardijnplein
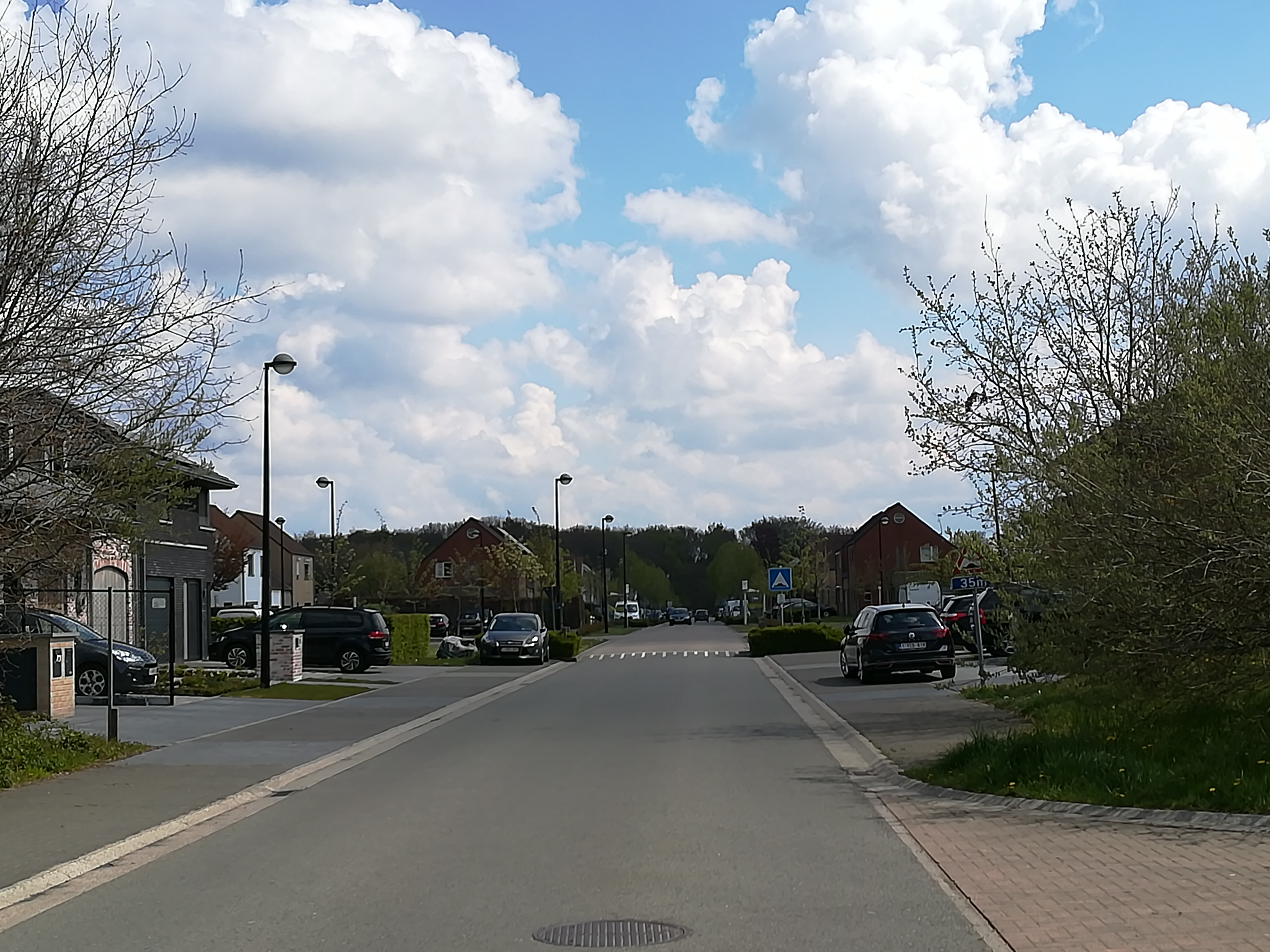
Hogendaledreef

### De eerste verkaveling vanaf 1962
De wijk werd initieel aangelegd rond de Waterstraat. Het leeuwendeel van deze straat wordt herdoopt tot de Karel de Stoutelaan en vormt nog steeds de hoofdslagader van het verkeer in de wijk. De historische Hertendreef en Legendaledreef (ook terug te vinden in de Vandermaelekaarten, 1846-1854) werden de oostelijke en noordelijke grenzen van de nieuwe wijk. In deze eerste fase waren het Kardinaal Cardijnplein en de Guldensporenstraat de meest zuidelijke grenzen.

### Uitbreiding vanaf 1984
Met het BPA van 1984 wordt meer naar het zuiden, naast extra woonzone, voorzien in zones voor detailhandel, kantoren, diensten en scholen. Deze sociaal-economische zones worden geconcentreerd rond het Kanunnik Duboisplein en het Lieven Gevaertplein. Er werden door de jaren heen in de voorziene schoolzones twee wijkscholen opgericht, beiden als afdeling van de hoofdscholen in Oostkamp. Zo was er een afdeling van de Koning Boudewijnschool (gemeenschapsonderwijs) en een afdeling van de Sint-Pietersschool (vrij onderwijs). Van deze afdelingen blijft enkel de kleuterafdeling van de Sint-Pietersschool over. De gemeente Oostkamp heeft aan het Duboisplein een (feest)zaal in het bezit: 'Nieuwvliet'.

### Ontwikkeling vanaf 1997
Het BPA van 1997 plant de verdere uitbreiding van de woonwijk rond de Hogendaledreef. Nadat in 2000 de plannen voor een wijkkerk opgegeven moesten worden, werd aan het Duboisplein de Onze-Lieve-Vrouwkapel (in de volksmond de kapel van Nieuwenhove) opgericht. Sinds 2009 is dit vastgesteld bouwkundig erfgoed. 
Sinds 2018 heeft Nieuwenhove een ontmoetingshuis: Den Nieuwen Hof (Brugse Mettenstraat 3). Het ontmoetingshuis is gevestigd in een woning van de sociale verhuurmaatschappij Vivendo.

In 2021, ligt de laatste uitbreiding van Nieuwenhove in het woonuitbreidingsgebied ten zuiden van de Hogendaledreef: de Simon Stevinstraat.

Sociaal-economische ruimte
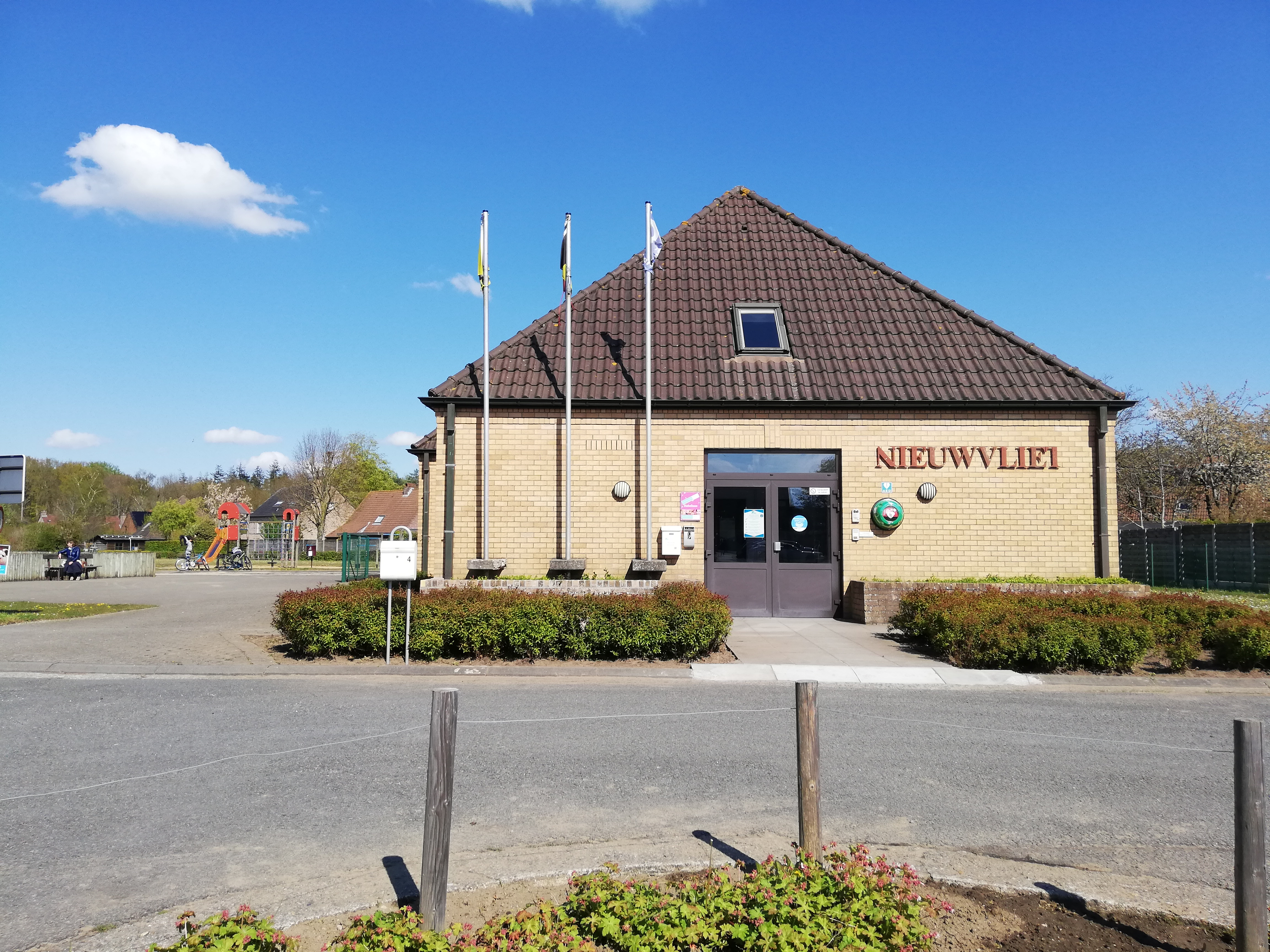
Zaal "Nieuwvliet"
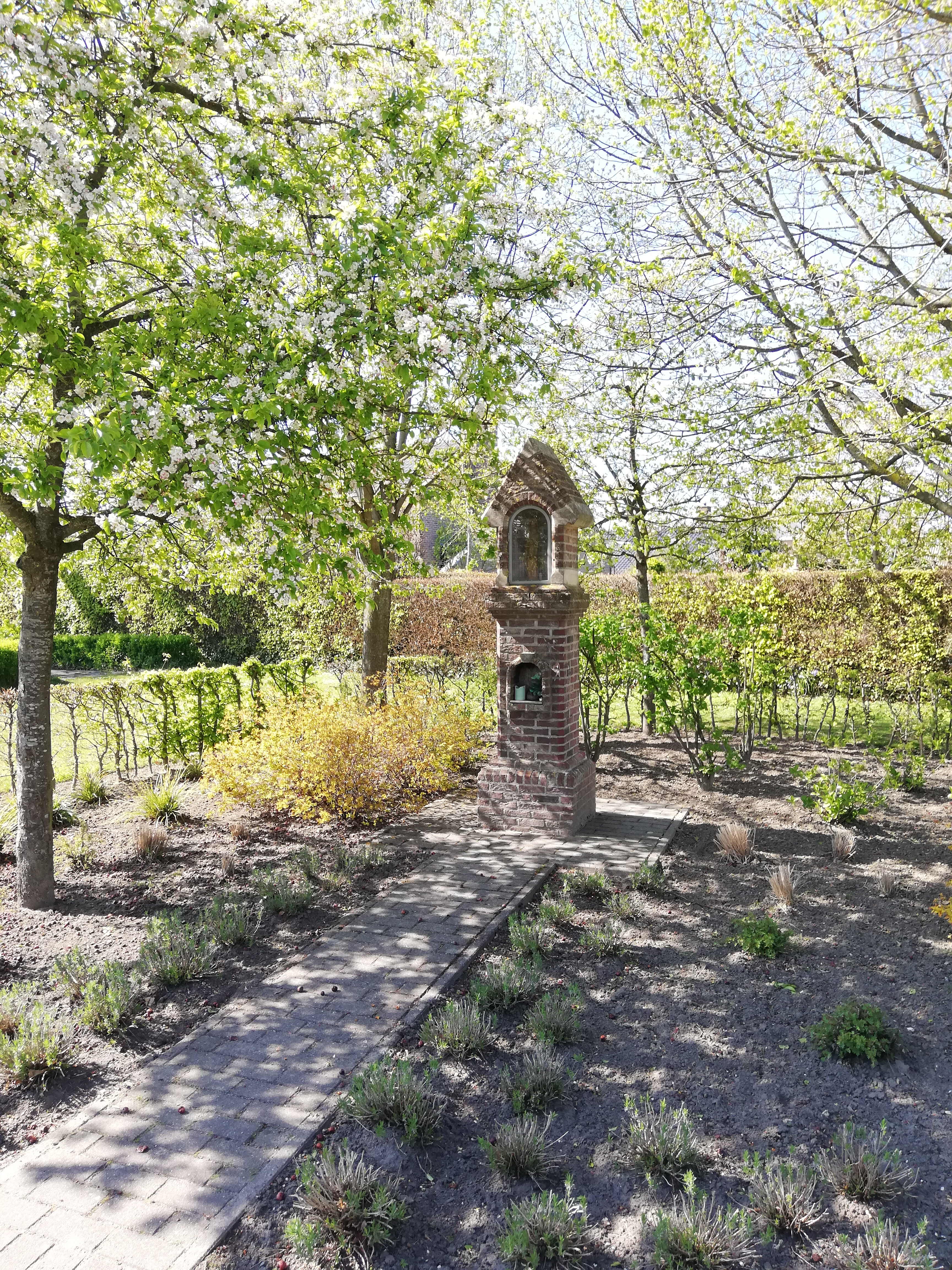
Kapel van Nieuwenhove
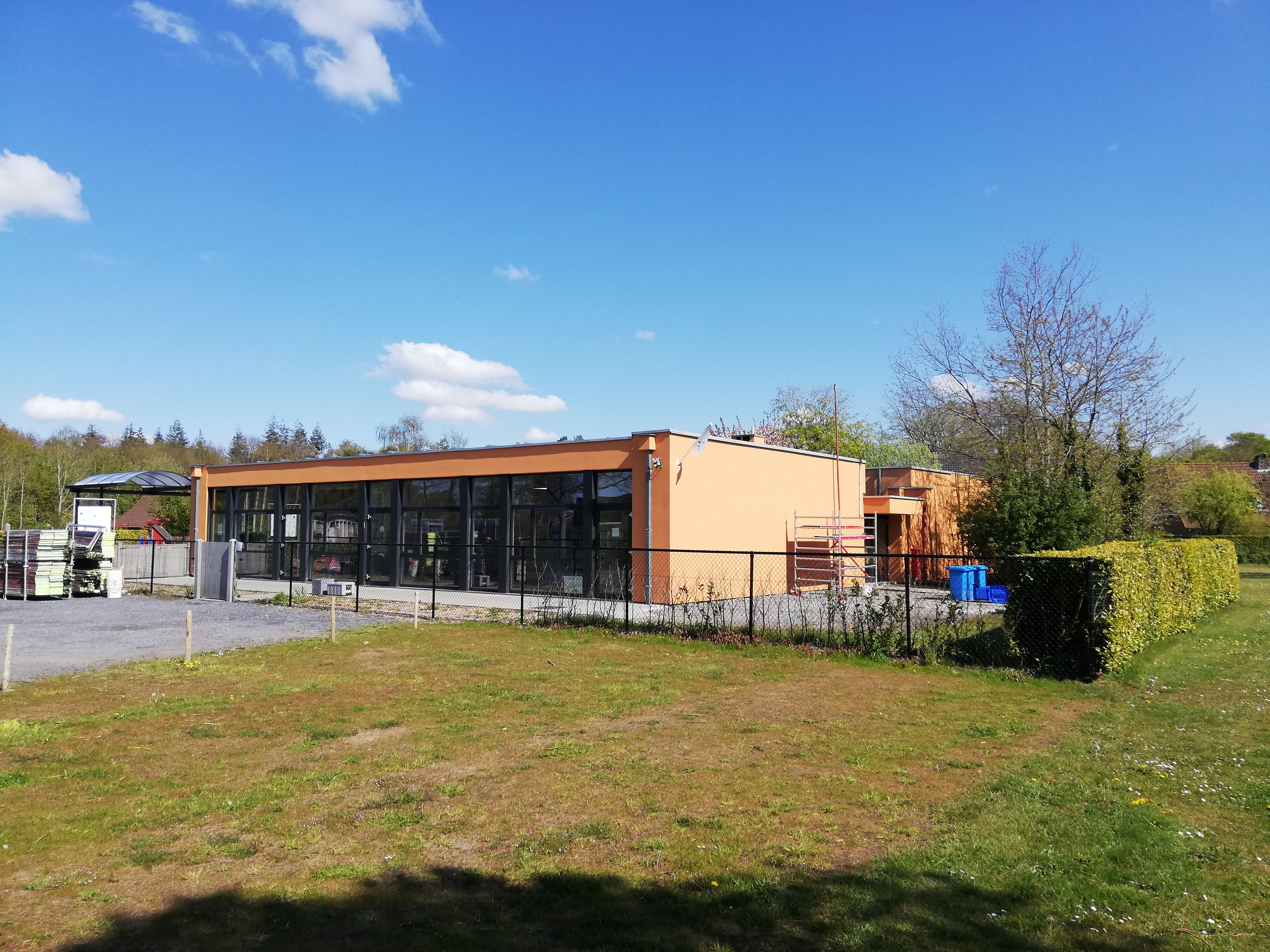
Kleuterschool Sint-Pieter
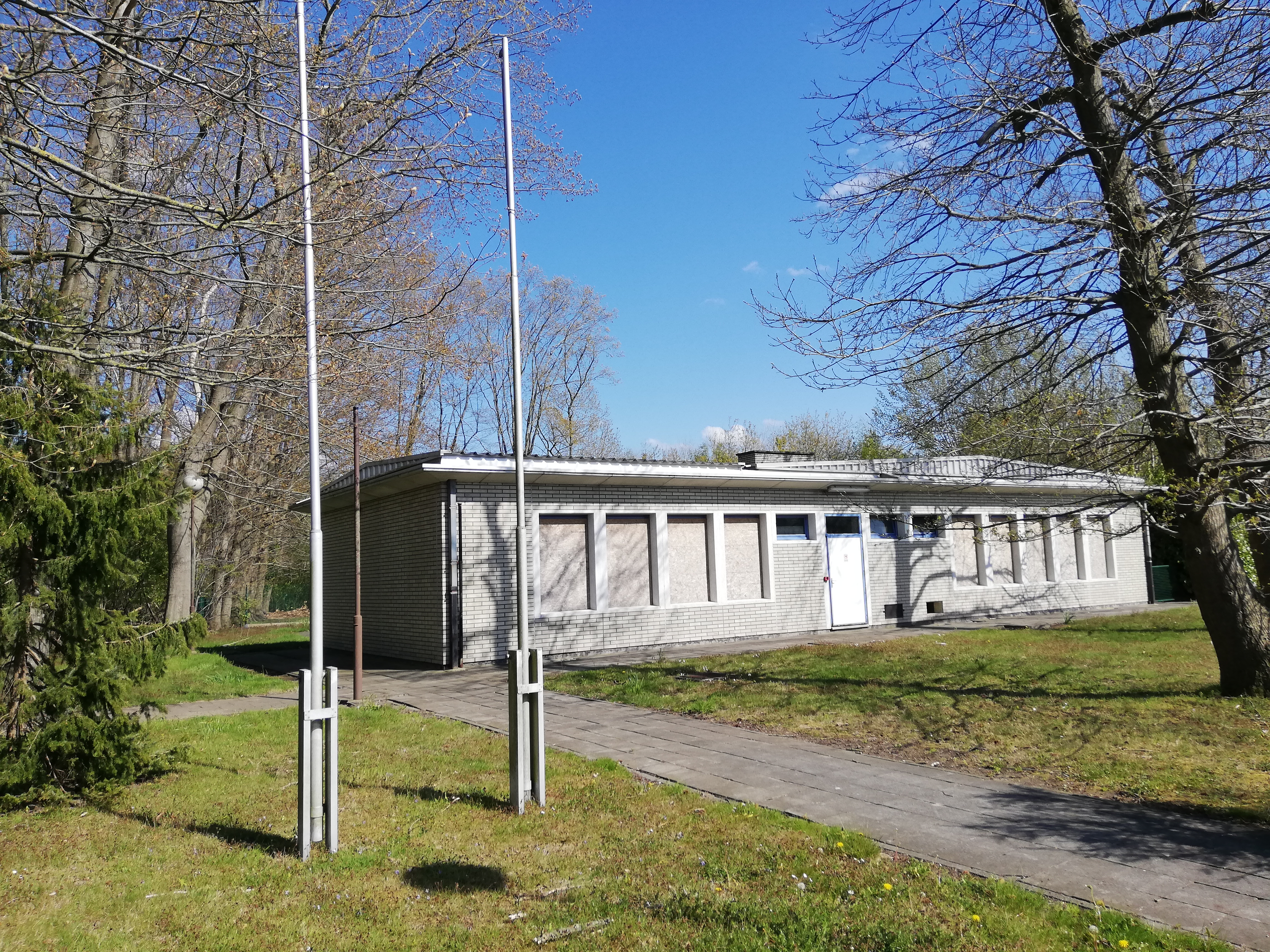
Oude afdeling Boudewijnschool
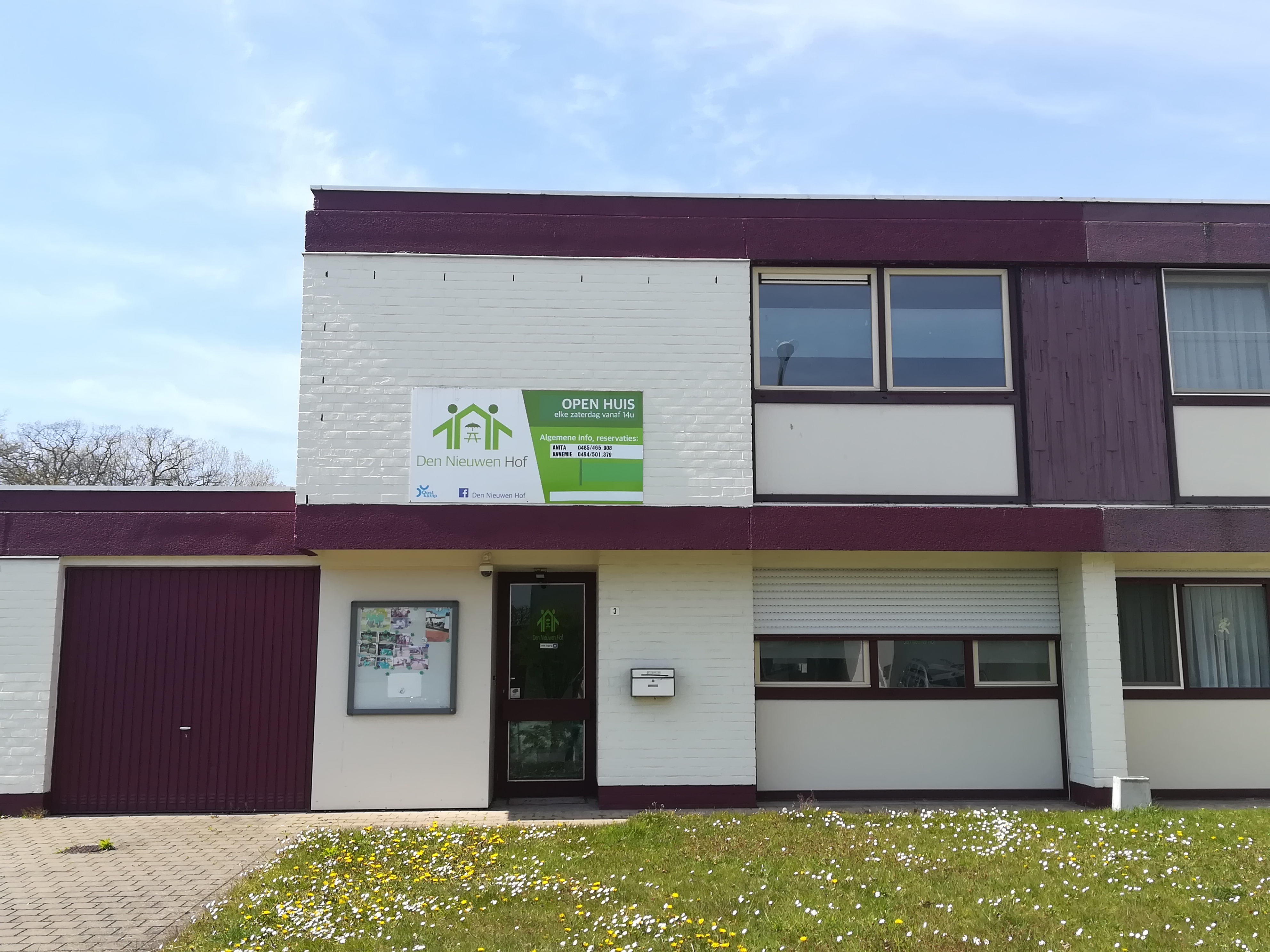
Buurthuis Den Nieuwen Hof

## Natuur
Het Nieuwenhovebos, aan de oostkant van de wijk, omvat 35 hectare bos bestaande uit loofbomen en naaldbomen. Dit bos is Europees beschermde natuur en is een beschermd landschap. Het bosbeheer is er afgestemd op duurzaam bos- en houtbeheer. (FSC-label).
In het Nieuwenhovebos zijn er twee speelzones en een natuurontwikkelingszone. Men kan wandelen doorheen het wandelnetwerk en er is een recent vernieuwd fietspad dat door het bos loopt.
In de loop van 2021 werd op de Legendalesite een volkstuin aangelegd. Hier kunnen personen die graag een moestuin hebben, maar er geen plaats voor hebben, terecht.

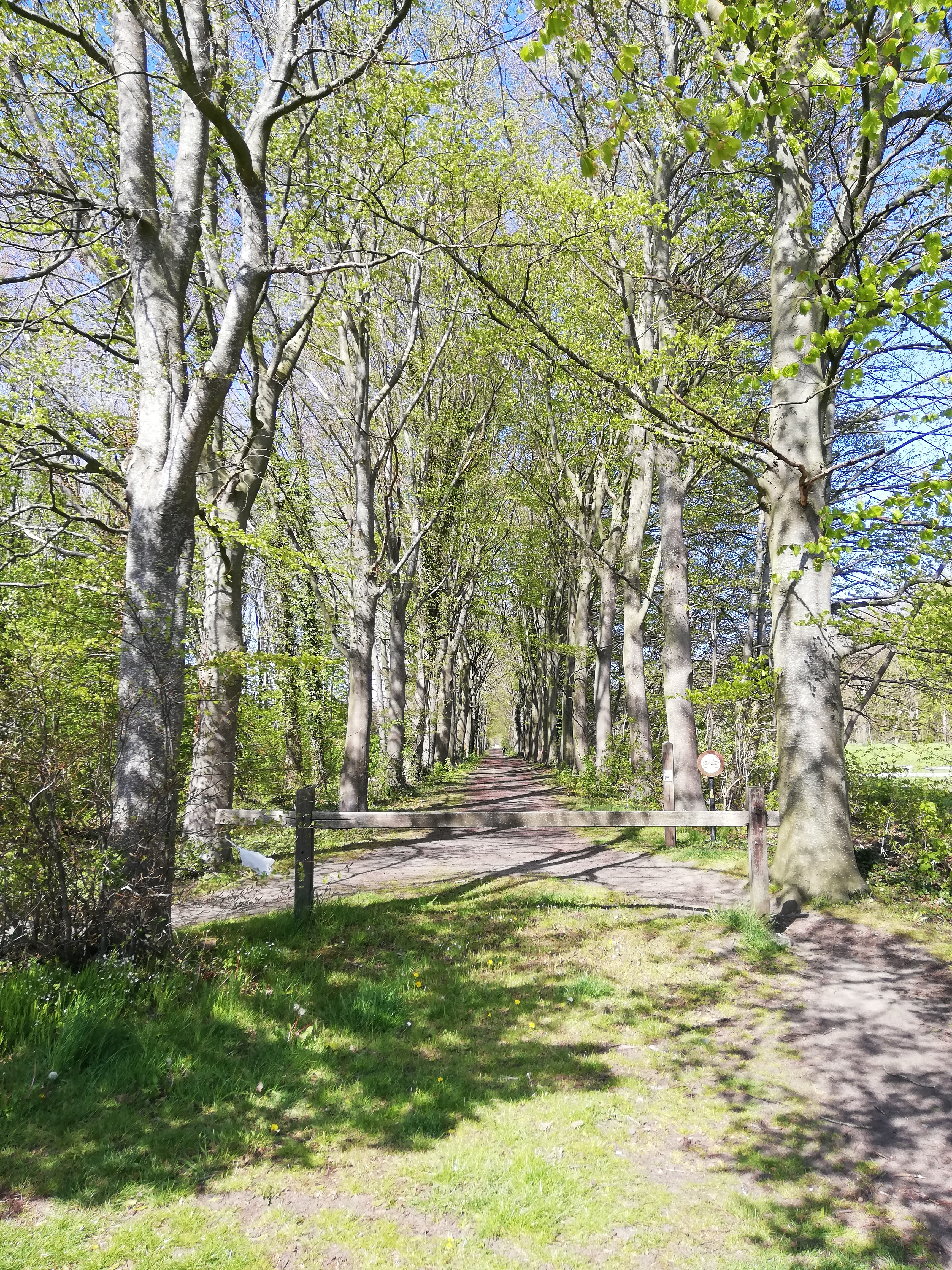
Hertendreef nabij kasteel De Herten (zicht vanuit de Waterstraat)
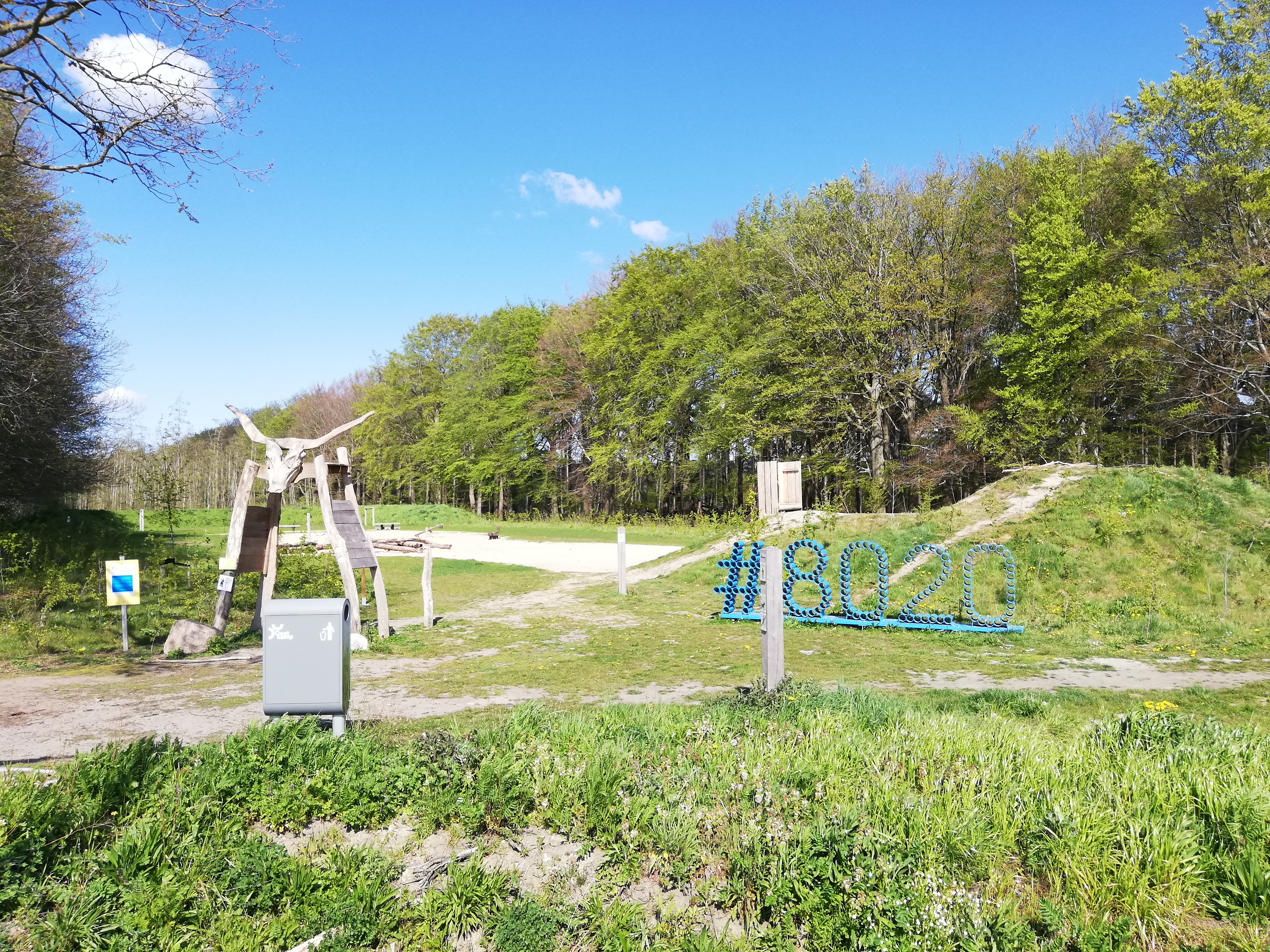
Speelzone in Nieuwenhovebos
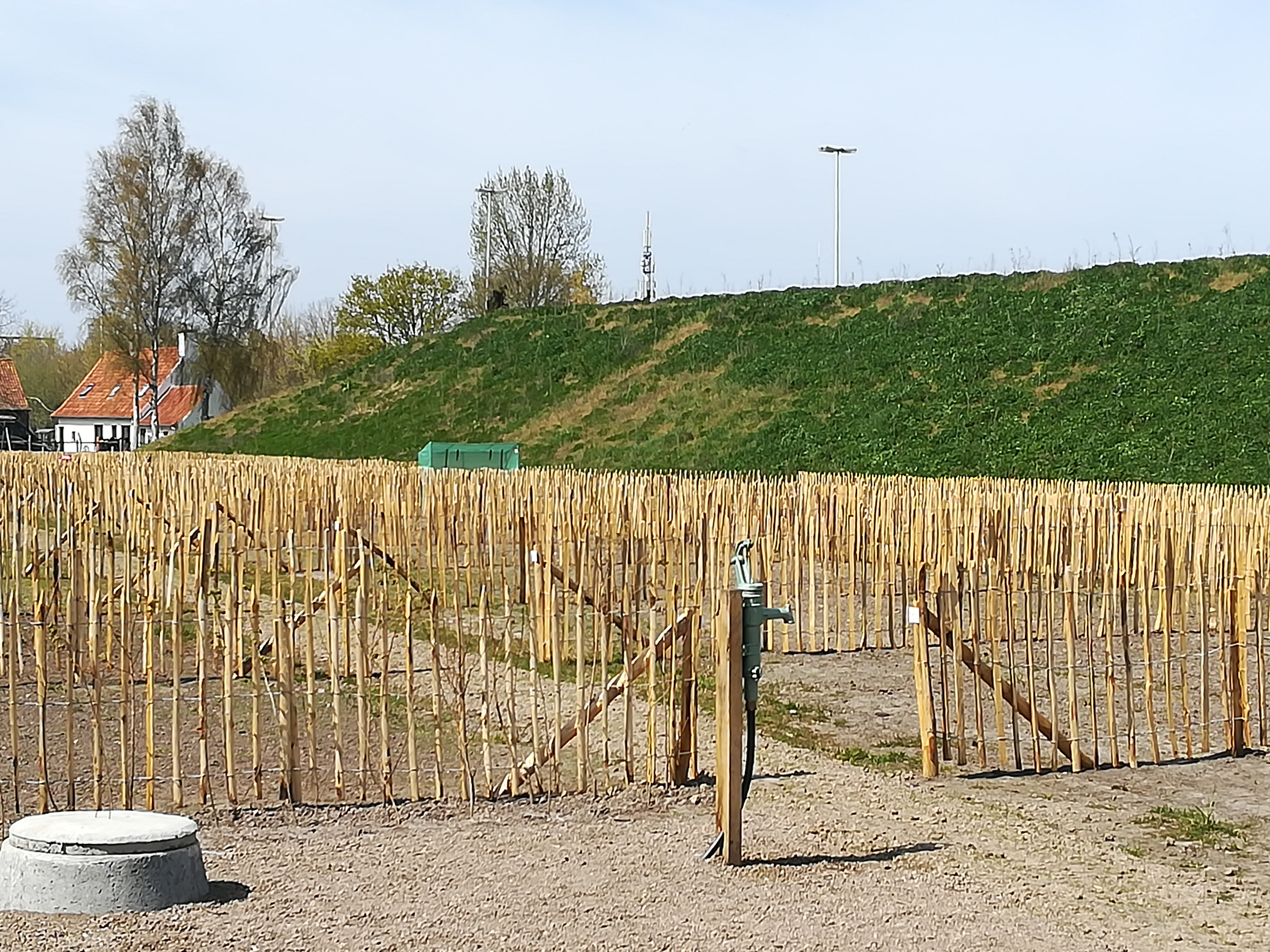
Volkstuintjes van de Legendalesite

## Bezienswaardigheden

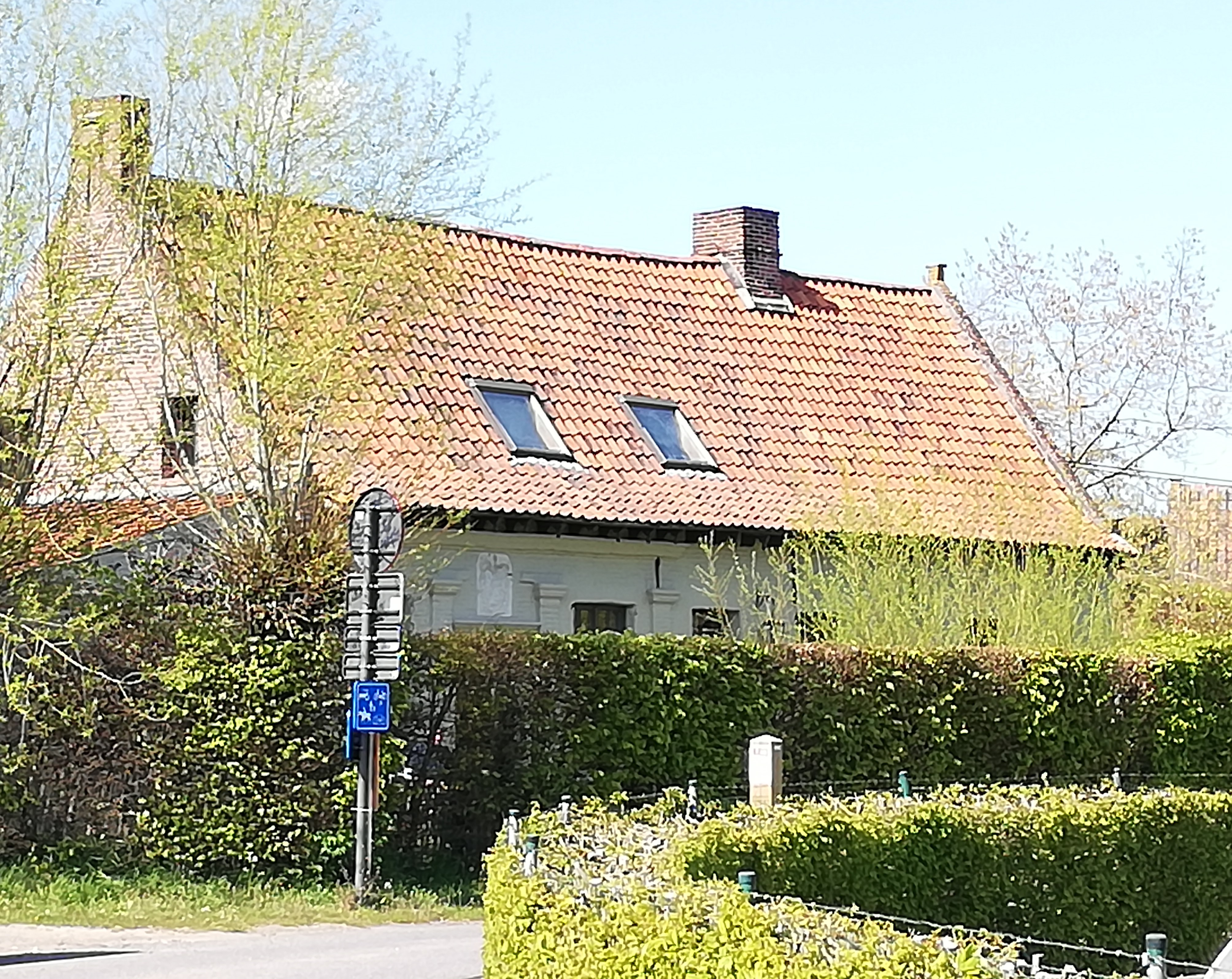
Oud wethuis heerlijkheid Roden - Nieuwenhove

Nieuwenhove telt een aantal bezienswaardigheden: 
- Waterstraat 42: Deze hoeve was het schepenhuis van de heerlijkheid Roden-Nieuwenhove. Hier stond oorspronkelijk de schandpaal van de heerlijkheid.[17]
- Waterstraat 29-31: Nieuwhof of Buijthuijs. Dateert uit de 18e eeuw en was oorspronkelijk omwald.[18]
- Kasteel de Herten: privédomein, gelegen op het einde van de Legendaledreef.